# Mamonas
Mamonas is een gemeente in de Braziliaanse deelstaat Minas Gerais. De gemeente telt 6.485 inwoners (schatting 2009).

## Aangrenzende gemeenten
De gemeente grenst aan Espinosa, Gameleiras en Monte Azul.